# Goldtron Holdings
Goldtron Holdings Limited，簡稱Goldtron Holdings（港交所除牌時0524.HK），在1994年11月28日，由財政問題已結業的，瑞菱國際集團有限公司換取上市，當時主要經營生產電子產品及銷售。
1994年，曾是被新加坡上市的Goldtron Limited收購，也成為旗下公司一分子，但由於受到亞太金融風暴影響，加上行業競爭加劇，在1999年，被衛斯文收購本公司股權，原有業務全數購回，便是現時e-Kong Group Limited至今。

## 連結
- e-Kong.com